# 阿莉莎·蒂尔托森托诺
阿莉莎·蒂尔托森托诺（荷蘭語：Alyssa Tirtosentono，2000年5月29日—），爪哇裔蘇里南人，荷蘭女子羽毛球運動員。

## 簡歷
阿莉莎·蒂尔托森托诺為爪哇裔蘇里南人，出生羽球世家。
2019年4月，阿莉莎·蒂尔托森托诺出戰荷蘭羽毛球國際賽，與黛博拉·吉尔合作奪得女子雙打亞軍。
2022年，阿莉莎·蒂爾托森托諾與基爾絲滕·德威特搭檔參加國際賽。兩人在年尾舉行的匈牙利國際賽闖入四強，以及馬耳他國際賽奪冠。
2023年4月，蒂爾托森托諾／德威特在荷蘭國際賽晉級準決賽；5月，於盧森堡公開賽奪下搭檔以來第二冠。該年8月，蒂爾托森托諾／德威特獲邀參加2023年世界羽毛球錦標賽，兩人在女子雙打首輪賽事擊敗馬爾地夫組合，次輪因賽會第九種子本雅帕／倫塔卡恩姊妹退賽而晉級；在第三輪賽事以0比2（13-21、10-21）敗於第六種子張殊賢／鄭雨，止步16強。

## 主要比賽成績
只列出曾進入準決賽的國際賽事成績：
| 年份   | 賽事                 | 公開賽級別 | 項目     | 拍檔                  | 成績   |
| ------ | -------------------- | ---------- | -------- | --------------------- | ------ |
| 2018年 | 歐洲青年羽毛球錦標賽 | 其他       | 混合雙打 | Wessel van der Aar    | 亞軍   |
| 2019年 | 荷蘭羽毛球國際賽     | 國際系列賽 | 女子雙打 | 黛博拉·吉尔           | 亞軍   |
| 2019年 | 克羅地亞羽毛球國際賽 | 未來系列賽 | 女子雙打 | 黛博拉·吉尔           | 冠軍   |
| 2019年 | 立陶宛羽毛球國際賽   | 未來系列賽 | 女子雙打 | 黛博拉·吉尔           | 冠軍   |
| 2019年 | 立陶宛羽毛球國際賽   | 未來系列賽 | 混合雙打 | Wessel van der Aar    | 準決賽 |
| 2019年 | 比利時羽毛球國際賽   | 國際挑戰賽 | 女子雙打 | 黛博拉·吉尔           | 準決賽 |
| 2019年 | 波蘭羽毛球國際賽     | 國際系列賽 | 女子雙打 | 黛博拉·吉爾           | 準決賽 |
| 2019年 | 波蘭羽毛球國際賽     | 國際系列賽 | 混合雙打 | 魯賓·吉爾             | 準決賽 |
| 2021年 | 西班牙羽毛球大師賽   | 超級300賽  | 女子雙打 | 埃姆克·范德阿爾       | 準決賽 |
| 2021年 | 西班牙羽毛球國際賽   | 國際挑戰賽 | 女子雙打 | 埃姆克·范德阿爾       | 冠軍   |
| 2021年 | 荷蘭羽毛球公開賽     | 國際挑戰賽 | 女子雙打 | 埃姆克·范德阿爾       | 準決賽 |
| 2021年 | 蘇格蘭羽毛球公開賽   | 國際挑戰賽 | 女子雙打 | 埃姆克·范德阿爾       | 準決賽 |
| 2022年 | 匈牙利羽毛球國際賽   | 國際系列賽 | 女子雙打 | 基爾絲滕·德威特       | 準決賽 |
| 2022年 | 匈牙利羽毛球國際賽   | 國際系列賽 | 混合雙打 | Brian Wassink         | 冠軍   |
| 2022年 | 馬耳他羽毛球國際賽   | 未來系列賽 | 女子雙打 | 基爾絲滕·德威特       | 冠軍   |
| 2022年 | 馬耳他羽毛球國際賽   | 未來系列賽 | 混合雙打 | Brian Wassink         | 亞軍   |
| 2023年 | 荷蘭羽毛球國際賽     | 國際系列賽 | 女子雙打 | 基爾絲滕·德威特       | 準決賽 |
| 2023年 | 盧森堡羽毛球公開賽   | 國際系列賽 | 女子雙打 | 基爾絲滕·德威特       | 冠軍   |
| 2023年 | 荷蘭羽毛球公開賽     | 國際挑戰賽 | 混合雙打 | 蒂斯·范德拉克         | 準決賽 |
| 2023年 | 愛爾蘭羽毛球公開賽   | 國際挑戰賽 | 混合雙打 | 蒂斯·范德拉克         | 準決賽 |
| 2023年 | 威爾斯羽毛球國際賽   | 國際挑戰賽 | 女子雙打 | Natasja P. Anthonisen | 亞軍   |
| 2023年 | 威爾斯羽毛球國際賽   | 國際挑戰賽 | 混合雙打 | 蒂斯·范德拉克         | 準決賽 |
| 2024年 | 丹麥羽毛球國際挑戰賽 | 國際挑戰賽 | 女子雙打 | Natasja P. Anthonisen | 準決賽 |
| 2024年 | 南特羽毛球國際挑戰賽 | 國際挑戰賽 | 女子雙打 | Natasja P. Anthonisen | 準決賽 |
| 2024年 | 南特羽毛球國際挑戰賽 | 國際挑戰賽 | 混合雙打 | 蒂斯·范德拉克         | 準決賽 |

| 2018-2026年 | 總決賽 | 超級1000賽 | 超級750賽 | 超級500賽 | 超級300賽 | 超級100賽 | 國際挑戰賽 | 國際系列賽 | 未來系列賽 | 其他 |

### 奧運會和世錦賽參賽紀錄
|          | 搭檔            | 2021 | 2023 |
| -------- | --------------- | ---- | ---- |
| 女子雙打 | 埃姆克·范德阿尔 | 32強 | －   |
| 女子雙打 | 基爾絲滕·德威特 | －   | 16強 |

## 外部連結
- 阿莉莎·蒂尔托森托诺在BWFBadminton.com（英语）
- 阿莉莎·蒂尔托森托诺在BWF.TournamentSoftware.com（英语）
- 阿莉莎·蒂尔托森托诺在Flashscore（英语）